# Gare de West Harbour
La gare de West Harbour est une gare de trains de banlieue située à North End, le quartier au nord du centre-ville de Hamilton en Ontario. La gare est desservie par des trains et des autobus régionaux de la ligne Lakeshore West de GO Transit, et des autobus locaux de Hamilton Street Railway.

## Situation ferroviaire
La gare est située juste avant la jonction d'Hamilton, la fin de la subdivision Oakville du Canadien National située à la borne 39,3 milles (63,2 km). En direction du Niagara, la subdivision Grimsby prend le relais de la subdivision Oakville à la jonction et continue son chemin jusqu'à la frontière canado-américaine aux chutes du Niagara. Ainsi, un embranchement ferroviaire du Southern Ontario Railway à l'est de la gare donne l'accès au port d'Hamilton.
En direction de Toronto, une voie d'accès de la subdivision Hamilton du Canadien Pacifique rejoint la subdivision Oakville avant qu'elle continue vers la jonction Guelph où elle rejoint la subdivision Guelph de Metrolinx. Pendant que la subdivision Hamilton est exploitée par les trains de Lakeshore West terminant leur trajet à Hamilton GO Centre, les subdivisions Oakville et Grimsby du CN sont exploitée par les trains de marchandise du CN, et les trains de Lakeshore terminant leurs trajets à cette gare ou continuant vers la gare de Niagara Falls. Elles sont également exploitées par le train Maple Leaf d'Amtrak vers New York.

## Histoire

### Gare de la Great Western
La première gare ferroviaire à Hamilton a été construite sur la rue Stuart en 1853, sur la ligne de la Great Western Railway (GWR) entre Niagara Falls et Windsor. Après la mise en service de la ligne entre Hamilton et Toronto en 1855, la gare d'Hamilton était trop petite pour accueillir des passagers, bien qu'elle fût la troisième gare la plus grande au réseau du GWR. Des plans d'une nouvelle gare étaient dessinés en 1856, mais ont été rejetés par le conseil d'administration du GWR à cause du trop petit gain anticipé de cet agrandissement. En 1858, la gare a été rénovée au lieu d'être remplacée. Vers le début des années 1870, la population de Hamilton a atteint 30 000, doublant la population il y a 20 ans. Le conseil d'administration a donné le feu vert pour remplacer la gare avec un édifice agrandi.

### Gare du Grand Tronc
La construction d'une nouvelle gare a débuté en juin 1875, derrière la gare existante. La nouvelle gare a été dessinée par Joseph Hobson, l'ingénieur en chef du GWR, et Peter Brass a supervisé la construction de la gare. M. North était responsable de la maçonnerie et de la couverture. La nouvelle gare a été construite dans le style néo-gothique. Un édicule à deux étages a été construit au centre de la gare mesurant 100 x 36 pieds, avec des bureaux de surintendant général, des agents de fret, et des adjoints généraux. Construite en brique rouge de la briquerie Aldershot avec des tuiles en ardoise rouge, verte et bleue foncée, la nouvelle gare a été construite derrière l'ancienne gare, plus près de la rue Stuart entre les rues Tiffany et Caroline. L'intérieur avait de hauts plafonds et était fini en frêne, pin et noyer. Le GWR continuerait à avoir la même conception pour construire une nouvelle gare à Niagara Falls en 1879, qui demeure intacte à ce jour.
La construction des fondations de la nouvelle gare s'est avérée difficile, car la nappe phréatique locale élevée a entraîné des inondations et l'effondrement du trou excavé. Un étaiement lourd était nécessaire afin de renforcer la fondation. La nouvelle gare a ouvert ses portes le 15 janvier 1876, avec un grand banquet organisé dans la salle à mange de la gare. Cependant, la construction s'est poursuivie sur le site pendant une bonne partie de l'été. À la fin de mars, l'ancienne gare et le hangar de marchandise de 1853 avaient été démolis. Au début de mai, des auvents avaient été ajoutés au-dessus de la plate-forme.
En août 1882, la Great Western a été fusionné avec le Grand Tronc. Comme le Grand Tronc continuerait à exploiter la gare pendant la majeure partie de sa durée de vie, la deuxième gare de la rue Stuart serait souvent appelée par les historiens « la gare du Grand Tronc », tandis que la gare précédente était appelée « la gare de la Great Western ».
Au cours des années 1880 et 1890, la gare a connu une forte augmentation du trafic. Les trains d'embranchement d'Hamilton voyageaient vers le sud jusqu'à Port Dover et vers le nord jusqu'à Collingwood et Barrie. Le Grand Tronc s'est associé aux chemins de fer américains pour exploiter de nombreuses liaisons par wagons-lits entre Toronto et diverses villes américaines, telles que Boston, New York, Chicago et Saint-Louis. À un moment donné, une voiture-lits a traversé jusqu'en Californie. Tous ces trains ont desservi Hamilton. En 1893, le Grand Tronc a commencé à acheminer ses trains Toronto-Détroit le long de l'ancienne ligne de la GWR, et en 1905, tous les trains Toront-Chicago avaient également été acheminés. Cette route contournait Hamilton au nord-ouest, le long du côté nord de la vallée de Dundas. Cela a fait que la plupart des trains de voyageurs se dirigeant vers l'est ou l'ouest se sont détournés vers Hamilton depuis la jonction Bayview, chargeant et déchargeant des passagers, puis revenant en sens inverse vers la ligne principale. Ce détour ajouterait jusqu'à 40 minutes au temps de circulation d'un train.

### Gare du Canadien National
La gare était encore une fois au point de saturation au début des années 1900 avec tout ce trafic ferroviaire, combiné à la croissance d'Hamilton à 60 000 habitants. En 1907, le Grand Tronc a annoncé trois sites proposés pour une nouvelle gare : un emplacement quelque part entre les rues Bay et Hughson sur la ligne principale, ou sur la ligne Port Dover à l'angle des rues Ferguson et Barton, ou des rues Ferguson et King. Aucun de ces plans n'ont porté fruit en raison de la Première Guerre mondiale, et du déclin et de la faillite du Grand Tronc. Le Grand Tronc a été fusionné avec le Canadien National (CN) en 1923.
En 1928, la population d'Hamilton avait de nouveau doublé pour atteindre 120 000 habitants, et le CN décida de construire une nouvelle gare à l'angle des rues James et Murray. La construction de la nouvelle gare a commencé en 1929 et a entamé en 1931. La gare de la rue Stuart a été fermée en février et bientôt démolie. Le site a été resté vacant pendant plusieurs décennies.
La nouvelle gare a été construite dans le style néo-classique, la section principale de la gare mesurant environ 90 x 25 mètres. L'entrée de la gare est marquée par quatre grandes colonnes doriques, avec plusieurs sculptures en pierre des locomotives à vapeur et électriques, et du parc roulant destiné au fret du CN. Le hall de la gare et la salle d'attente mesurent environ 18 x 41 mètres et comportaient six escaliers menant à trois plateformes en contrebas, desservant six voies traversantes. Au niveau de la voie se trouvait une aile de courrier et des colis express, avec accès menant à la rue John.
L'achalandage de la gare demeurait assez constant jusqu'au début des années 1960. Tous les trains de voyageurs des embranchements vers Port Dover et Barrie ont été annulés en 1960, combiné par l'ouverture de l'autoroute 401 ayant eu un impact majeur sur les trains de voyageurs du CN dans le sud-ouest de la province. La ligne principale du CN entre Toronto, London, Windsor et Chicago contourne Hamilton par le nord-ouest, le long du côté nord de la vallée de Dundas. Dans le passé, la plupart des trains de voyageurs se dirigeant vers l'est ou l'ouest se détournaient vers Hamilton via la jonction Bayview. L'ouverture de l'autoroute 401 a tellement réduit le temps de conduite entre Toronto et le sud-ouest de l'Ontario que le CN a décidé que la seule façon de rester compétitif était de réduire les temps de trajet, et le moyen le plus rapide d'y parvenir était de ne plus desservir Hamilton. À partir d'avril 1962, la plupart des trains de voyageurs le long de la ligne principale ne s'arrêteraient plus à Hamilton. En octobre 1967, aucun d'entre eux ne le ferait. Les seuls trains restants du CN étaient les trains Toronto-Niagara Falls et Toronto-New York.
La fin du service de courrier ferroviaire dans les années 1960, associée à la baisse d'achalandage, a entraîné la conversion de l'aile du courrier et des colis de la gare en un atelier de réparation de wagons de fret ferroviaire, les quatre voies les plus proches de la gare devenant des voies de réparation. Avec quatre voies de moins et deux quais de moins, le CN supprimerait tous les escaliers sauf un du hall jusqu'au niveau de la voie.
Le 23 mai 1967, GO Transit a repris le service de trains de banlieue Toronto-Hamilton du CN. Tous les services voyageurs du CN ont été transférés à Via Rail en 1978. Ceci, combiné aux déménagements du personnel du CN, a entraîné des réductions d'entretien dans les années 1980.
En 1985, Via Rail a loué la gare du CN, dans le cadre d'un programme national. Les compressions budgétaires en 1989 ont réduit à deux le nombre de trains entre Toronto et Niagara Falls. Cela, combiné à la décision de GO Transit de déménager au nouveau centre GO de Hamilton et à un important retard de maintenance, a entraîné le retrait de Via Rail de la gare. Plutôt que de construire une nouvelle gare à Hamilton, la société d'état a décidé de fermer ses gares de Burlington, d'Hamilton et de Dundas, et de déménager dans la nouvelle gare d'Aldershot, qui desservirait à la fois les trains Toronto-Niagara Falls, et Toronto-London-Windsor. La gare d'Aldershot a été mise en service le 25 mai 1992.
GO Transit est resté la seule agence qui exploite la gare sur la rue James, mais comme elle n'utiliserait la gare que pendant une courte période avant l'ouverture de la nouvelle gare, elle a décidé de se retirer dès que possible. GO a déménagé sa billetterie dans une roulotte temporaire et a construit un escalier temporaire entre la rue et l'une des plates-formes. La gare a été fermée le 26 février 1993.
La gare a été restée vide pendant plusieurs années, car sa taille et son manque d'entretien en ont fait une acquisition coûteuse. Tout cela a changé quand les producteurs du film Au revoir à jamais ont donné 1 million $ au CN pour rénover la gare afin qu'une partie du film puisse y être tournée. La publicité qui en a résulté et les travaux effectués ont attiré l'attention de l'Union internationale des journaliers d'Amérique du Nord (LIUNA), qui a acheté la gare et dépensé 3 millions $ pour rénovations supplémentaires. En 2000, la gare a été rouverte sous le nom de « LIUNA Station », une salle privée avec des services de restauration pour les mariages, les danses, et les événements spéciaux. D'autres films ont été tournés à cette gare, comme la scène de combat de la gare dans X-Men.

### Gare de GO Transit
Le 31 mai 2013, le Ministère des Transports de l'Ontario a annoncé le projet d'une nouvelle gare sur la ligne du CN passant par Hamilton. La construction a été estimée à 3 millions $, et la première phase a été achevée à temps pour les Jeux panaméricains de 2015. La construction de la deuxième phase a débuté en août 2015, après la fin des jeux. Metrolinx a octroyé un contrat de 44 millions $ à Kenaidan Contracting de Mississauga pour la construction de la gare.
La gare a ouvert ses portes le 9 juillet 2015 et était initialement desservie par deux allers-retours par jour de semaine, ainsi que par des services spéciaux liés aux Jeux panaméricaines de 2015. En 2019, le service régulier a été doublé à quatre aller-retours par jour, dont un trajet effectué à destination et en provenance de Niagara Falls.
Le 7 août 2021, la gare de West Harbour est devenue le terminus ouest des services locaux toute la journée sur la ligne Lakeshore West, lorsqu'un service horaire a été prolongé vers l'ouest jusqu'à cette gare.

## Service aux voyageurs

### Accueil
La billetterie de GO Transit est ouverte en semaine de 6 h à 13 h 15, fermée les fins de semaine et jours fériés. L'ambassadeur de la gare GO peut aider les clients à configurer un type de tarif ou à définir un trajet par défaut sur la carte Presto. Les clients disposent également d'options en libre-service, notamment le chargement d'une carte Presto dans un distributeur automatique de billets compatible avec Presto, l'achat d'un billet électronique avec leur smartphone et le paiement au valideur avec une carte de crédit sans contact ou une carte Presto.
La gare est équipée d'une salle d'attente, des toilettes, des téléphones payants, de Wi-Fi et d'un débarcadère. L'ensemble de la gare est accessible aux fauteuils roulants.

### Desserte
La gare dessert les trains de la ligne Lakeshore West toutes les heures, toute la journée, tous les jours. Un train en provenance de Niagara Falls dessert la gare chaque matin de semaine, et vers Niagara Falls chaque soir. Des autobus correspondants vers la gare d'Aldershot et l'Université Brock desservent également cette gare les jours de semaine.

### Intermodalité
La gare dessert des autobus régionaux de GO Transit et des autobus locaux de Hamilton Street Railway suivants :

#### GO Transit
- 18K : Lakeshore West (lundi au vendredi), entre la gare d'Aldershot et l'Université Brock via la gare de St. Catharines

#### Hamilton Street Railway
- 4 : Waterfront (tous les jours)
- 20 : A-Line Express (lundi au vendredi), entre le centre-ville d'Hamilton et l'aéroport international John C. Munro d'Hamilton